# Wawrzyniec Iustiniani
Wawrzyniec Iustiniani (Justynian), wł. Lorenzo Giustiniani (ur. 1 lipca 1381 w Wenecji, zm. 8 stycznia 1456 tamże) – kanonik laterański (CRL), biskup Castello (1433-1451), pierwszy patriarcha Wenecji (1451-1456), święty Kościoła katolickiego.

## Życiorys
Wawrzyniec urodził się w weneckiej rodzinie patrycjuszy Iustiniani (wł. Giustiniani) z której pochodzi kilku świętych i autor jego biografii Bernardo Giustiniani. Rodzice Bernard i Kweryna Querini na chrzcie dali synowi imię Jan (wł. Giovanni). Na jego życie duchowe duży wpływ wywarła pobożna matka jak i wuj Marin Querini. W wieku dziewiętnastu lat (1400) wstąpił do Zgromadzenia Kanoników Regularnych na weneckiej wyspie San Giorgio in Alga (wł. Canonici di San Giorgio in Alga) z regułą św. Augusta wraz z dwoma arystokratami weneckimi Antoniem Correr i Gabrielem Condulmerem (późniejszym papieżem Eugeniuszem IV), którzy krótko przebywali w zakonie. Tu przyszły święty przyjął imię Wawrzyniec i otrzymał święcenia na diakona. Oddał się modlitwie i kontemplacji nie rezygnując z żebrania na ulicy. Klasztor został wkrótce zamieniony na Zgromadzenie Świeckich Kanoników do życia we wspólnocie. Wawrzyniec podziwiany za ubóstwo, umartwianie i zapał w modlitwie został wybrany przełożonym zgromadzenia a następnie jego generałem. W 1413 roku spisał regułę zakonną, a szerząc ją gorliwie był traktowany jako założyciel Zgromadzenia.
Około 1418 napisał traktat ascetyczny Lignum vitae zawierający cnoty wiodące do kontemplacji, dostępnej dla każdego chrześcijanina. Pisał również traktaty teologiczne i popularne broszury dla ludu aby ten uwierzył i praktykował życie w pobożności. Wzywał wiernych, by odzyskać poczucie wspólnoty z całym Kościołem i zaufanie w miłosierdzie Boga. Jego listy i kazania z wielką czcią do męki Jezusa Chrystusa opublikowano po raz pierwszy w 1506 w Brescii, następnie m.in. w Paryżu (1524) i Bazylei (1560). Od tego czasu były wielokrotnie wydawane drukiem.
Wbrew swojej woli 12 maja 1433 został mianowany przez papieża Eugeniusza IV (+1447) na biskupa diecezji Castello (wł. Diocesi di Castello, łac. Dioecesis Castellana) będącej wówczas w unii z Patriarchatem Grado. Znany z miłości chrześcijańskiej Wawrzyniec przyjął biskupstwo, którym zarządzał przestrzegając nadal reguły zakonnej.

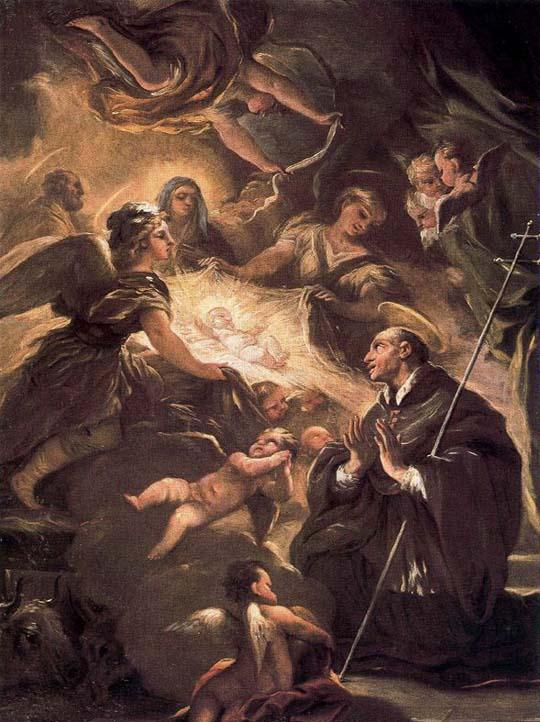
Portret św. Wawrzyńca pędzla Luca Giordano.

8 października 1451 następca Eugeniusza IV Mikołaj V rozwiązał unię między diecezją Castello a patriarchatem w Grado i powołał nowy patriarchat w Wenecji (Prowincja Wenecja, katolicki Region Trivento), którego władcą został Wawrzyniec Iustiniani, a obie diecezje: Castello i Grado zostały włączone do patriarchatu.
W czasie swoich rządów zreformował Kościół i ustanowił nowe parafie w Wenecji. Wspomagał ubogich, fundacje i zgromadzenia oraz zreformował życie klasztorne kobiet. W tym ostatnim dziele wspomagała go bratanica, Eufemia Giustiniani, ksieni benedyktynek w Santa Croce w Wenecji.
Szanowany był we Włoszech i poza granicami kraju przez głowy państwa jak i Kościoła, a reformy które wprowadził uważane są za prekursorskie wobec późniejszych działań św. Karola Boromeusza w Mediolanie po Soborze trydenckim.
Wawrzyniec zmarł w wieku 75 lat i pochowany został w bazylice św. Piotra w Castello (wł. Basilica di San Pietro di Castello) która jest siedzibą patriarchów.

## Kult
Beatyfikował go Klemens VII w 1524 roku, a kanonizacji dokonał Aleksander VIII w 1690 roku.
Jego wspomnienie liturgiczne w Kościele katolickim wyznaczył Innocenty XII na 8 stycznia.